# Julia Sontag

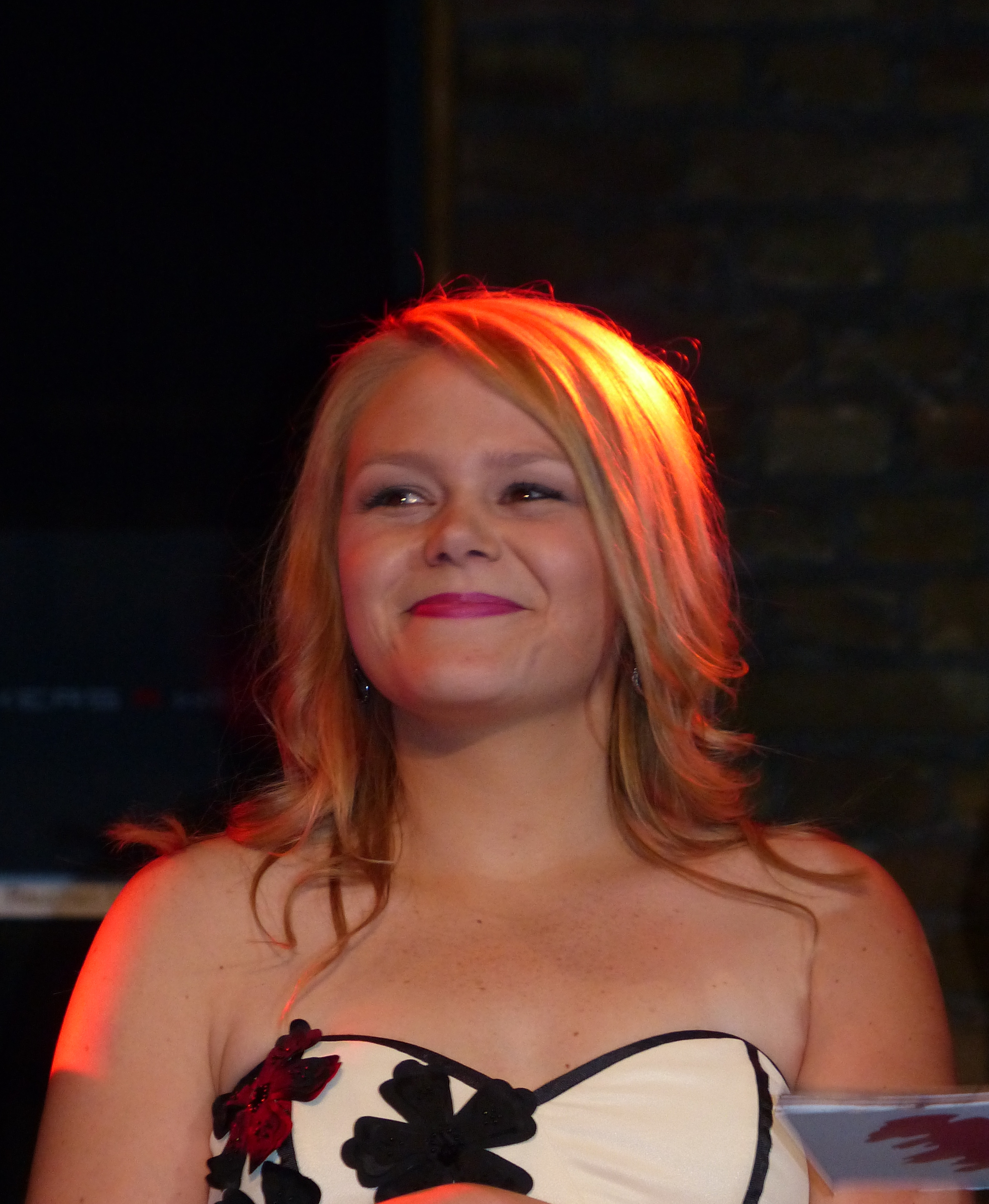
Julia Sontag auf der Jubiläumsfeier zu 18 Jahren Verbotene Liebe in Düsseldorf (2013)

Julia Sontag (* 5. Juli 1988 in Krefeld-Uerdingen) ist eine deutsche Theater- und Fernsehschauspielerin und Theaterregisseurin.

## Leben
Sontag bestand im Alter von 16 Jahren die Aufnahmeprüfung an der Bayerischen Theaterakademie August Everding in München und begann mit 17 Jahren im Jahre 2005 ihr Schauspielstudium, das sie 2009 mit dem Diplom abschloss. Während ihrer Ausbildung spielte sie 2007/2008 unter anderem am Metropol-Theater München in einer Bühnenfassung des Films Dogville, die mit dem Ensemblepreis des Münchner Merkur ausgezeichnet wurde.
Am Akademietheater in München trat sie als Hermia in der Komödie Ein Sommernachtstraum (2008), als Bauernmädchen Käthchen in Wie es euch gefällt (2009), als Madame Chandebise in dem Lustspiel Floh im Ohr (2010) von Georges Feydeau und 2010 als Flora in dem Einakter 27 Waggons voll mit Baumwolle von Tennessee Williams auf. 
In der Spielzeit 2009/2010 gastierte sie am Saarländischen Staatstheater in Saarbrücken als Dorothy in einer Bühnenfassung des Kinderbuchs Der Zauberer von Oz. Sie trat außerdem im Prinzregententheater in München und am Stadttheater Ingolstadt (2009 als Fee in Fairy Queen von Henry Purcell in einer Fassung für Schauspieler) auf und übernahm einen Part beim Stadtprojekt der Münchner Kammerspiele. 2010 übernahm sie die Rolle Sams in dem Stück Eine Woche voller Samstage von Paul Maar an den Kammerspielen Paderborn. Danach spielte sie 2011 am Alten Schauspielhaus Stuttgart die Marianne in Harald Demmers Inszenierung von Tartuffe. Vom August 2011 bis Anfang 2013 war sie Ensemblemitglied am Thalia Theater in Halle (Saale). Sie spielte dort diverse Rollen, unter anderem Aljona in dem Märchen Die feuerrote Blume, die Titelrolle in Kleists Schauspiel Das Käthchen von Heilbronn und Mimi in Mimi und Mozart von Doris Dörrie. Ab Oktober 2013 war sie in Berlin an der Vaganten Bühne in einer Bühnenfassung der Erzählung Das Muschelessen von Birgit Vanderbeke als Tochter zu sehen.
Im Fernsehen war Julia Sontag in einer Nebenrolle im ARD-Fernsehfilm Hopfensommer zu sehen. Daneben stand sie für den Film Blaubeerblau unter der Regie von Rainer Kaufmann vor der Kamera. Sie wirkte auch in diversen Kurzfilmen mit, etwa an der Hochschule für Fernsehen und Film München. Von Mai bis November 2013 war sie in der ARD-Serie Verbotene Liebe als Designerin Martha Wolf zu sehen.
Danach spielte sie am Theater Memmingen, an der Zhdk Zürich, am Pfalztheater Kaiserslautern und bei der Vaganten Bühne Berlin. Seit 2016 ist sie Schauspielerin am Theater der jungen Welt Leipzig. 2018 inszenierte sie ihr Regiedebüt Die Seiltänzerin von Mike Kenny am TdjW Leipzig in der Puppentheatersparte des Theaters. Es folgten weitere Regiearbeiten. Man wird doch wohl mal wütend werden dürfen nach dem gleichnamigen Kinderbuch hatte im Februar 2020 Premiere. Im November 2020 folgte Digital: Frederick, eine interaktive und digitale Inszenierung mit Puppen und Objekten des bekannten Kinderbuchklassikers von Leo Lionni.